# Ugandax
Ugandax — вимерлий рід оленеподібних (Artiodactyla) ссавців з родини бикових (Bovidae), який жив у Африці з міоцену до плейстоцену. Кладистичний аналіз показує, що угандакс є предковою формою африканського буйвола Syncerus, а зуби, приписані угандаксу, є найдавнішою появою Bovinae в Африці.